# تشارلي سيمبسون (لاعب كرة قدم)
تشارلي سيمبسون (بالإنجليزية: Charlie Simpson)‏ (1 ديسمبر 1861 في المملكة المتحدة - ) هو لاعب كرة قدم بريطاني (وحمل سابقاً جنسية المملكة المتحدة لبريطانيا العظمى وأيرلندا) في مركز الوسط. لعب مع بورت فايل.

## وصلات خارجية
- تشارلي سيمبسون على موقع قاعدة بيانات كرة القدم.إي يو (الإنجليزية)